# Arfeuille-Châtain
Arfeuille-Châtain ist eine Gemeinde im Zentralmassiv in Frankreich. Sie gehört zur Region Nouvelle-Aquitaine, zum Département Creuse, zum Arrondissement Aubusson und zum Kanton Évaux-les-Bains. 

## Lage
Sie grenzt im Nordwesten an Sannat, im Nordosten an Reterre, im Osten an Rougnat, im Süden an Bussière-Nouvelle und im Westen an Mainsat. Im Südosten und im Nordosten des Gemeindegebietes verläuft der Fluss Chat Cros.

## Bevölkerungsentwicklung
| Jahr      | 1962 | 1968 | 1975 | 1982 | 1990 | 1999 | 2008 | 2013 |
| --------- | ---- | ---- | ---- | ---- | ---- | ---- | ---- | ---- |
| Einwohner | 380  | 319  | 246  | 190  | 167  | 168  | 178  | 186  |